# Fantasie (Album)
Fantasie ist das fünfte Studioalbum der deutschen Pop-Rock-Band Münchener Freiheit. Es erschien im März 1988. Es ist die höchstplatzierte Albumveröffentlichung der Band.

## Entstehung und Artwork
Das Album wurde erneut mit Armand Volker aufgenommen. Zu den ohnehin zahlreichen Gesangsspuren kam diesmal, bei der ersten, vorab veröffentlichten Single So lang’ man Träume noch leben kann, ein komplettes Orchesterarrangement, das in den Weryton Studios in München (Aufnahmen der Band), in den Abbey Road Studios, London (Orchester) sowie im Far Music Studio, Rosbach (Jackson Singers, Hintergrundgesang) – das Studio von Frank Farian – aufgenommen wurde. Die Musik wurde vom Songwriting-Duo Stefan Zauner und Aron Strobel geschrieben, nur an So heiß war auch Bassist Michael Kunzi (Musik) beteiligt.
Das von Mike Schmidt gestaltete Cover des Albums zeigt die Bandmitglieder in einem Rahmen vor weißem Hintergrund. Das Foto stammt von Dieter Eikelpoth.

## Veröffentlichung
Das Album erschien im März 1988. Vorab im Oktober 1987 wurde die erste Single So lang’ man Träume noch leben kann veröffentlicht. Im Februar 1988 folgte ebenfalls vorab Bis wir uns wiederseh’n, im Juni 1988 So heiß.
Im Gegensatz zum englischsprachigen Vorgängeralbum Romancing in the Dark (1987 als „Freiheit“) erschienen diesmal alle Songs von Fantasie auch als Fantasy auf Englisch. Das Album konnte in den Niederlanden die Charts auf Platz 81 erreichen. Die englischsprachige Single Keeping the Dream Alive (So lang’ man Träume noch leben kann) schaffte es in Großbritannien auf Platz 14, in den Niederlanden auf Platz 18 und in Belgien (Flandern) auf Platz 27.

## Titelliste
| Nr. | Titel                                           | Länge |
| --- | ----------------------------------------------- | ----- |
| 1.  | Bis wir uns wiederseh’n                         | 3:45  |
| 2.  | In deinen Augen                                 | 4:41  |
| 3.  | Diana                                           | 4:17  |
| 4.  | Land der Fantasie                               | 4:53  |
| 5.  | Mondlicht                                       | 3:05  |
| 6.  | So heiß                                         | 4:04  |
| 7.  | Zum allerersten Mal                             | 3:32  |
| 8.  | Du bist dabei                                   | 3:45  |
| 9.  | Laß es einfach gescheh’n                        | 4:08  |
| 10. | So lang’ man Träume noch leben kann (Version 2) | 3:25  |

## Rezeption
Das Album erreichte Platz vier der deutschen Charts und konnte sich im Zeitraum vom 4. März 1988 bis zum 10. Oktober 1988 für insgesamt 27 Wochen in den Charts platzieren. In Deutschland erreichten sie hiermit die höchste Chartnotierung in den Albumcharts ihrer Karriere. Darüber hinaus erhielt das Album eine Goldene Schallplatte in Deutschland. In der Schweiz erreichte Fantasie Platz 14 und in Österreich Platz 29.

| Land/Region        | Auszeichnungen für Musikverkäufe (Land/Region, Auszeichnung, Verkäufe) | Verkäufe |
| ------------------ | ---------------------------------------------------------------------- | -------- |
| Deutschland (BVMI) | Gold                                                                   | 250.000  |
| Insgesamt          | 1× Gold ·                                                              | 250.000  |

Der Rolling Stone bezeichnete das Album 2019 anlässlich einer Wiederveröffentlichung als „größten Erfolg“ der Band und lobte vor allem So lang’ man Träume noch leben kann als „eine würdige Beatles-Hommage – auf Deutsch, ein bis 1987 in den Charts undenkbares Ereignis.“ Die Kompositionen seien „für Schlager zu klug“, die Produktion sei allerdings „zu buttrig für Pop – und die Texte erst!“ Es wurden drei von fünf Sternen vergeben.